# Aranka Lapešová
Aranka Lapešová (* 17. května 1944 Zlín) je česká herečka.

## Život
Narodila se 17. května 1944 ve Zlíně. V roce 1965 vystudovala činoherní herectví na Janáčkově akademii múzických umění v Brně. V roce 1972 byla angažována do Satirického divadla Večerní Brno, ve kterém hrála řadu rolí, především komediálního, hudebního a satirického žánru. Po dobu více než deseti let také vyučovala na brněnské konzervatoři. Od 70. let 20. století až dosud se taky věnuje dabingu a práci v rozhlase.